# Henry Le Court
Henry Le Court est un notaire, historien et généalogiste français.

## Biographie
Louis Marie Henry Le Court, né à Pont-l'Êvêque le 13 août 1849, est le fils de Charles Victor Le Court , avoué à Pont-l'Êvêque, historien et poète. 
Après des études primaires à Pont-l'Êvêque et secondaires à l'institution Sainte-Croix puis avoir passé son baccalauréat il présente sa thèse en 1871 "De la réserve et la quotité disponible".
Pendant la guerre de 1870-1871 il est affecté à l'ambulance de la société d'agriculture de Pont-l'Êvêque rattachée au 21ème corps et ne revient que le 4 mars 1871 .
Clerc de notaire à Pont-l'Êvêque chez maitre Desportes, puis clerc principal à Evreux chez maître Petel, il est nommé le 2 février 1878 comme notaire à Deauville. 
La même année, à Trouville-sur-Mer le premier mai, il épouse Marie Joséphine Luce , nièce des sœurs Mérigault qui font construire la chapelle Notre-Dame de Pitié à Deauville. En 1894, quand sa femme tombe gravement malade, il vend son étude et se consacre à ses travaux d'historien et de généalogiste à Trouville-sur-Mer dans sa propriété de Lierremont , qu'il vient d'acquérir. Sa femme y décède deux ans plus tard.

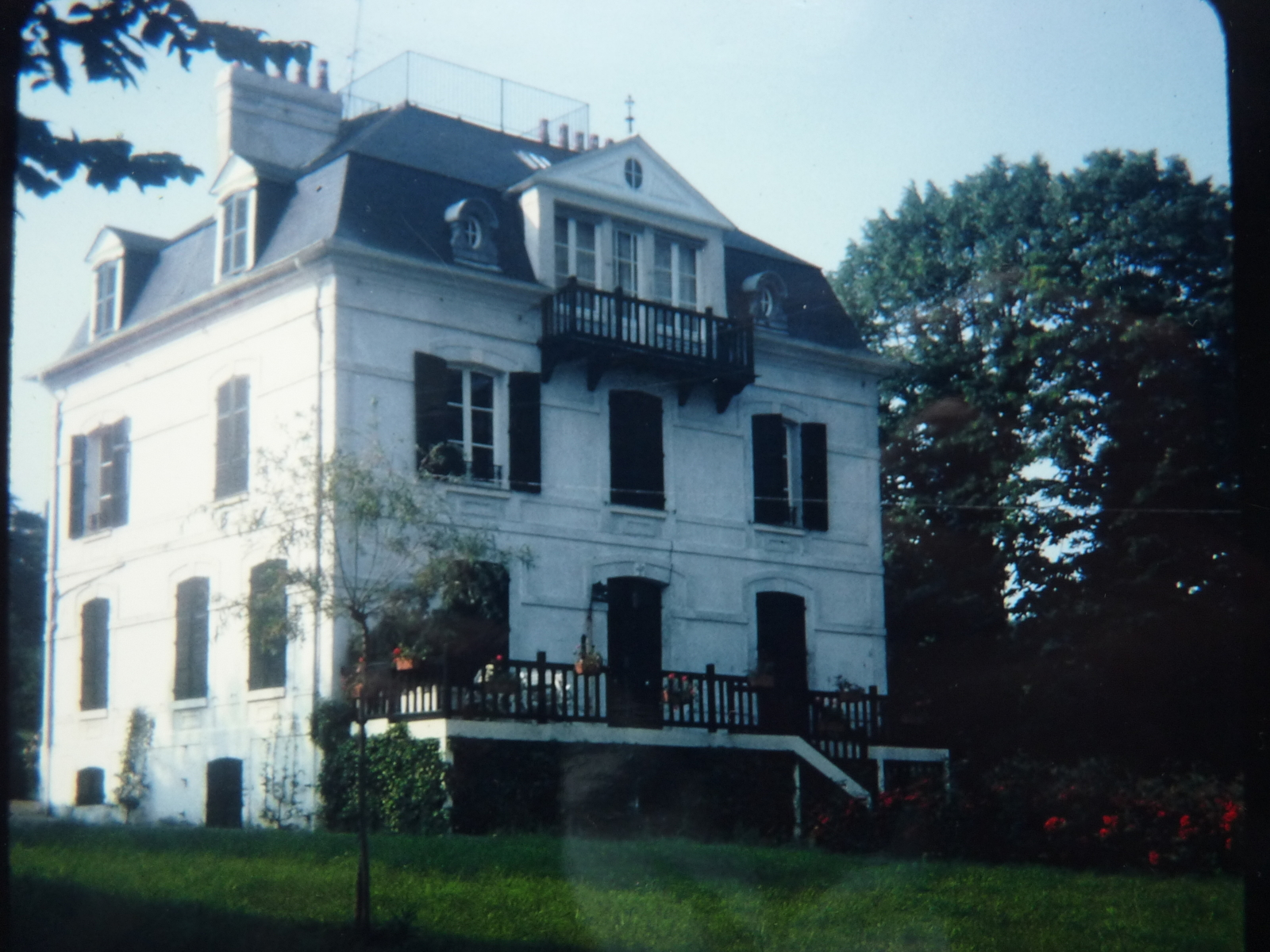
La villa Lierremont.

Membre de la société des antiquaires de Normandie depuis 1886, de la société historique d'Eure-et-Loir, de la Société des bibliophiles normands, du collége héraldique de France et préside la Société historique de Lisieux de 1899 à 1914.
Il meurt à Trouville à son domicile du Lierremont, 29 rue du Nouveau Monde, le 23 septembre 1921.

## Recherches généalogiques

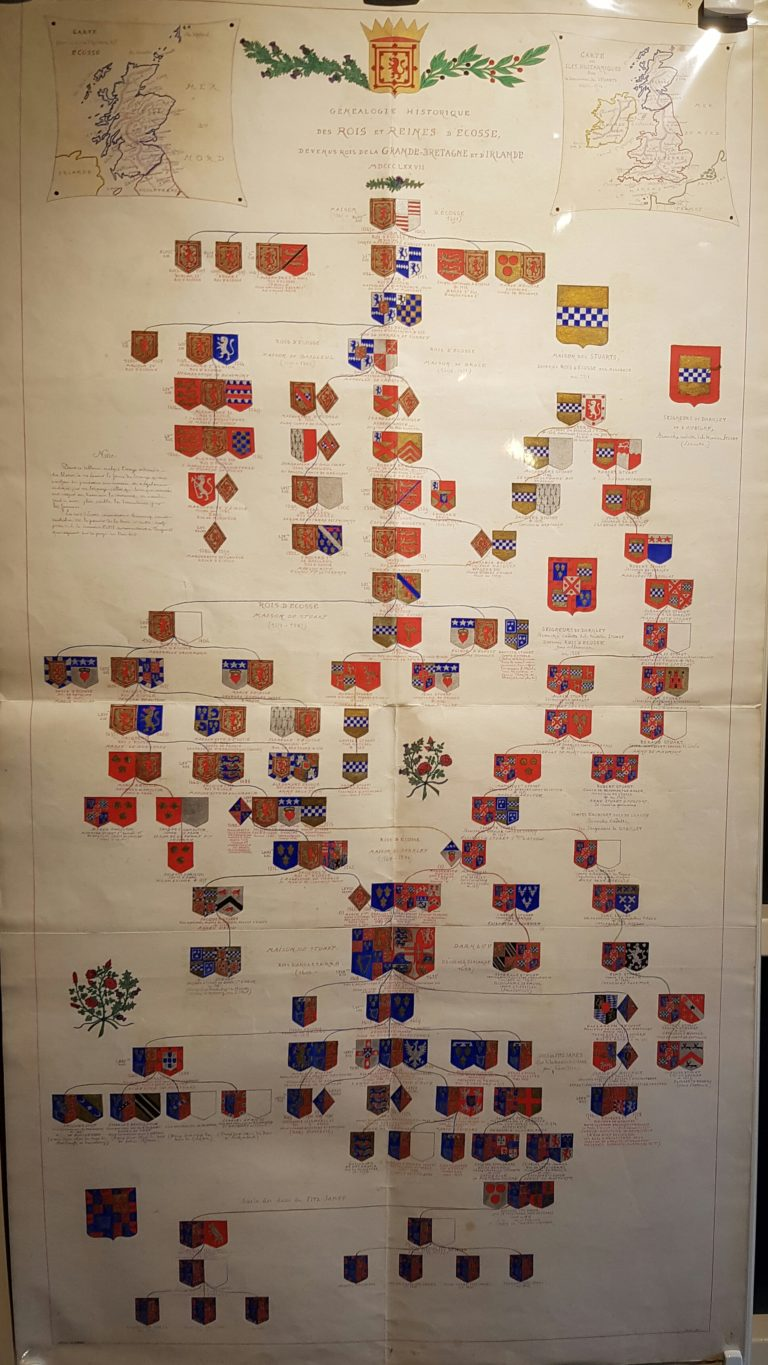
Armorial 1877 (collection privée)

Passionné de généalogie, dès 1877 il est l'auteur d'un tableau généalogique historique des rois et reines d'Écosse devenus rois de la Grande-Bretagne et d'Irlande . Il est également le créateur des armes de la ville de Deauville (1878). Ayant cessé son activité professionnelle il consacre la deuxième partie de sa vie à rechercher ses origines familiales et constitue une bibliothèque importante qu'il lègue aux Archives départementales du Calvados.
D'après ses travaux , il était apparenté à la famille de Jeanne d'Arc et également à Bertrand du Guesclin.
Il descend en droite ligne de Jean Goëvrot médecin de François Ier.

## Armoiries

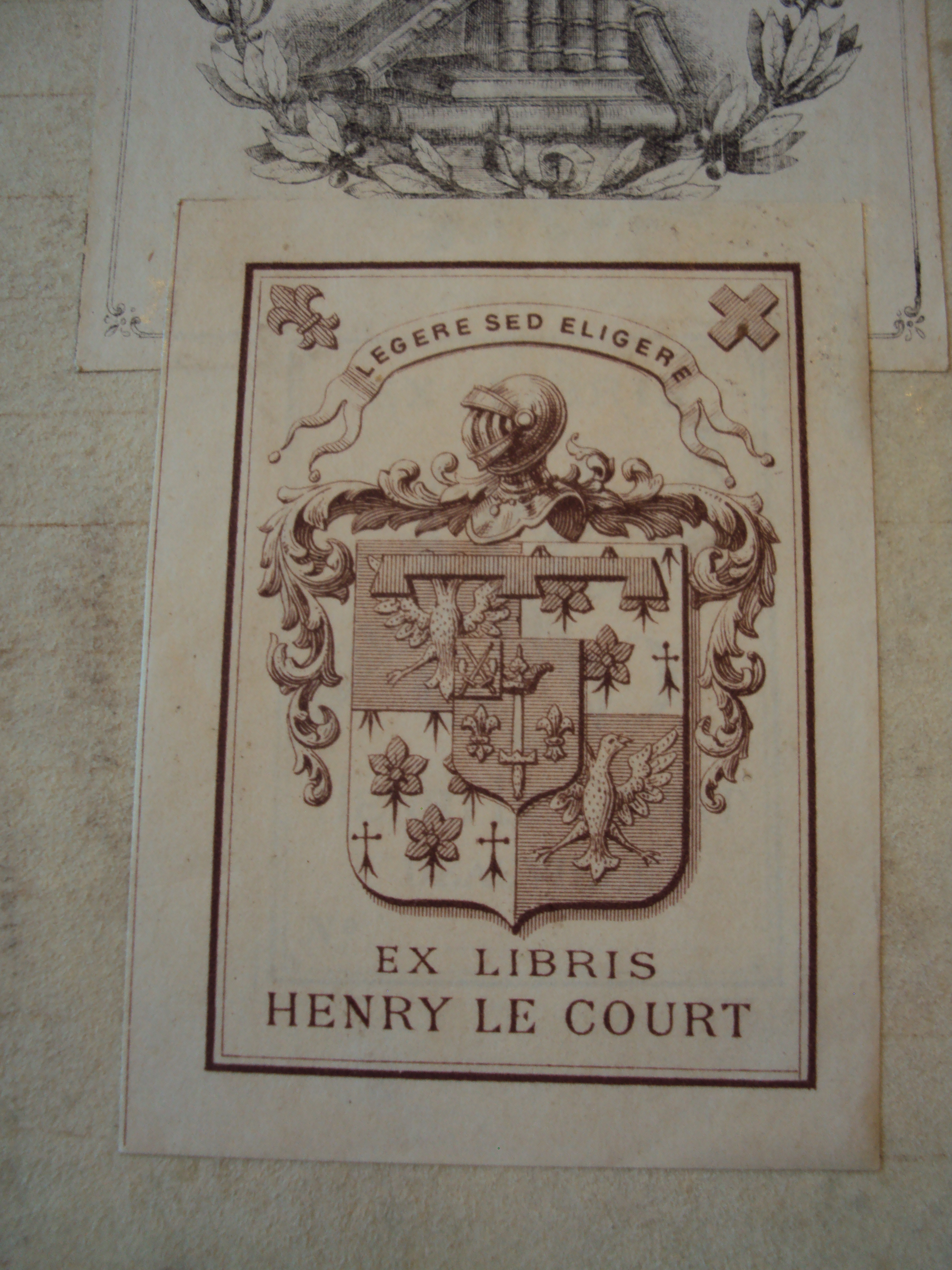
ex-libris

- Blasonnement : écartelé : aux 1 & 4, d'azur à l'aigle bicéphale, le vol éployé (Le Court ancien : Bretagne); aux 2 & 3, d'hermine à trois quintefeuilles de pourpre (Le Court moderne : Normandie); sur le tout : Du Lys, au franc-canton dextre, d'azur à deux épées d'argent en sautoir garnies d'or la pointe en haut, accompagnées de 2 gantelets appointés aussi d'argent (de Gueffe de La Graverie); le tout, au lambel de gueules à trois pendants."

## Décorations
- Ordre de Saint-Grégoire-le-Grand commandeur

## Sources
- Revue illustrée du Calvados février 1913
- Le Pays d'Auge janvier 1977